# Frühdyskinesie
Frühdyskinesien sind unwillkürliche Bewegungen, die meist unter Behandlung von antidopaminergen Medikamenten (z. B. Neuroleptika oder Antiemetika gegen Erbrechen wie Metoclopramid und Domperidon) auftreten. Typisch sind Schlundkrämpfe oder „mümmelnde“ Kaubewegungen („Rabbit-Syndrome“) sowie Sitzunruhe (Akathisie). Sie treten akut und meist innerhalb der ersten Woche nach Behandlungsbeginn auf, sind abhängig von der Dosis der antidopaminergen Medikation und können mäßig bis gut mit Anticholinergika behandelt werden.